# Năm Du lịch quốc gia 2021
Năm Du lịch quốc gia 2021 có chủ đề "Hoa Lư - Cố đô ngàn năm" là chuỗi các sự kiện kinh tế - văn hóa - xã hội tiêu biểu nhất của ngành Du lịch Việt Nam trong năm 2021, một năm mà ngành du lịch bị ảnh hưởng nhiều bởi dịch Covid 19. Ninh Bình tiếp tục được Chính phủ Việt Nam chọn đăng cai sự kiện này do phần lớn các sự kiện Năm Du lịch quốc gia 2020 trước đó bị hủy hoặc hoãn lại. Năm Du lịch Quốc gia 2021 tạo động lực phục hồi ngành du lịch Việt Nam sau thời gian bị ảnh hưởng nặng nề của dịch Covid - 19.

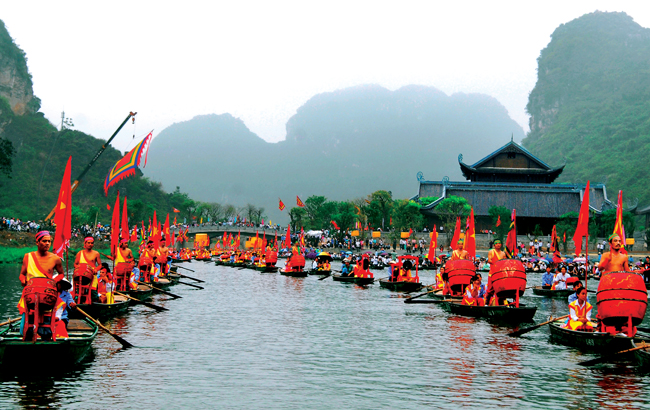
Lễ hội Tràng An trên sông Sào Khê

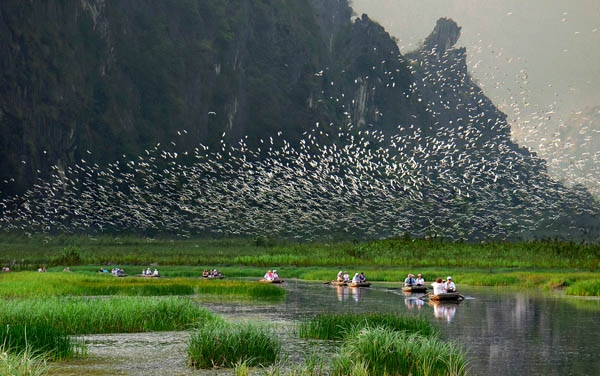
Du khách xem chim ở khu bảo tồn thiên nhiên Vân Long

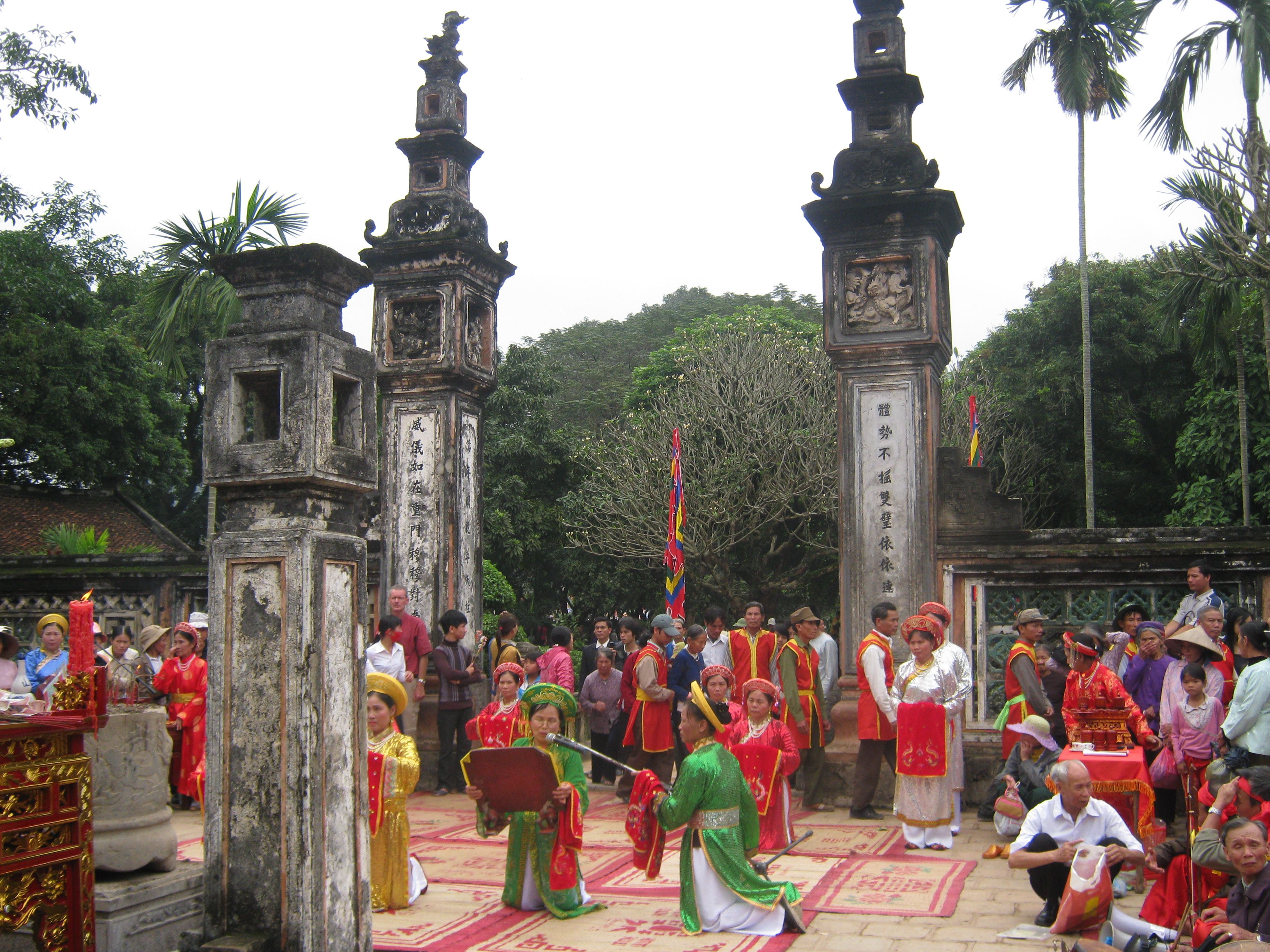
Lễ hội Hoa Lư tại đền Vua Đinh Tiên Hoàng

## Các sự kiện chính
- Sáng 04/02/2021 (tức 23 tháng Chạp), tại khuôn viên hồ Mạc, Vườn Quốc gia Cúc Phương tổ chức khai mạc hội xuân Cúc Phương hưởng ứng Năm Du lịch Quốc gia 2021 và Tuần lễ "Cúc Phương đại ngàn", hướng tới kỷ niệm 60 năm ngày thành lập. Ban tổ chức khai trương mô hình mê cung "Kỳ thú Cúc Phương" - với diện tích gần 3.000m2, được làm bằng vật liệu tự nhiên (tre, luồng…) cùng với khai trương cụm trò chơi dân gian mang bản sắc dân tộc như: Ném Còn, Đu Tiên, Bập Bênh, Cà Kheo… Hoạt động gói 300 đến 500 chiếc bánh chưng làm quà Tết, tặng 13 trạm kiểm lâm Cúc Phương và người dân khó khăn. Các đại biểu và du khách cùng Khởi bút "Cây ước nguyện" bày tỏ ước nguyện, lời chúc hoặc lời cam kết với rừng già Cúc Phương xứng đáng với danh hiệu "Vườn quốc gia hàng đầu châu Á" hai năm liền (2019, 2020) do World Travel Awards bình chọn.[2]
- Khai mạc lễ hội chùa Bái Đính 2021: Sáng 17/2/2021 (tức mùng 6 Tết Tân Sửu 2021), tại chùa Bái Đính, Giáo hội Phật giáo Việt Nam tỉnh Ninh Bình tổ chức Lễ khai hội chùa Bái Đính - Xuân Tân Sửu 2021. Do diễn biến phức tạp của dịch bệnh COVID-19 tại Hải Dương, Hà Nội, Tp HCM nên Lễ khai hội chùa Bái Đính 2021 chỉ rước lễ mà không rước kiệu, đồng thời thực hiện nghiêm túc các biện pháp phòng chống dịch bệnh, đảm bảo an toàn cho du khách thập phương.[3]
- Giải bóng chuyền cúp Hoa Lư 2021: diễn ra từ ngày 23 - 27/3/2021 với 12 đội tham dự được chia vào 4 bảng gồm: Bảng A nữ gồm VTV Bình Điền Long An, Than Quảng Ninh, Hải Tiến Thanh Hoá. Bảng B nữ gồm Thái Bình, Kinh Bắc Bắc Ninh và tân binh Ninh Bình Doveco. Bảng A nam gồm Tràng An Ninh Bình, Sanest Khánh Hòa, Biên Phòng. Bảng B nam gồm Thể Công, Hà Tĩnh và Hà Nội. Sau 4 ngày tranh tài, Cúp vô địch đã thuộc về nam Tràng An Ninh Bình và nữ Bình Điền Long An.
- Họp Ban tổ chức năm Du lịch Quốc gia 2021 vào ngày 05/04/2021 và Họp báo công bố năm Du lịch Quốc gia 2021 ngày 06/04/2021 do Bộ Văn hóa, Thể thao và Du lịch và UBND tỉnh Ninh Bình tổ chức tại Khách sạn Hoàng Sơn.[4]
- Ngày 15/4-16/4/2021 Diễn đàn Lữ hành Việt Nam lần thứ 2 - Diễn đàn Du lịch nội địa toàn quốc 2021 diễn ra tại TP. Ninh Bình  với chủ đề: "Du lịch nội địa – Động lực khôi phục du lịch Việt Nam trong bối cảnh bình thường mới" với sự tham gia của hơn 600 đại diện doanh nghiệp. Trong khuôn khổ diễn đàn đã diễn ra lễ ký kết hợp tác giữa UBND tỉnh Ninh Bình với Vietnam Airlines; Vietnam Airlines với doanh nghiệp Xuân Trường; VISTA với Sở Du lịch tỉnh Ninh Bình; ký kết giữa 4 hiệp hội du lịch: Ninh Bình - TP HCM - Đà Nẵng - Cần Thơ; Hiệp hội Du lịch Ninh Bình - CLB Du lịch MICE Việt Nam.[5]
- Lễ khai mạc Năm Du lịch quốc gia 2021 và Lễ hội Hoa Lư 2021 diễn ra ngày 20-4-2021 tại Quảng trường khu di tích quốc gia đặc biệt Cố đô Hoa Lư[6] do Ban Sản xuất các chương trình Giải trí - VTV3 phối hợp Bộ Văn hóa, Thể thao và Du lịch và tỉnh Ninh Bình thực hiện, được truyền hình trực tiếp trên kênh VTV1, Truyền hình Ninh Bình và các tỉnh Cà Mau, Lạng Sơn, Thanh Hóa, Quảng Ninh, VOV, HTV1, Hà Nội, Vĩnh Phúc, Hưng Yên... trong thời gian từ 20h đến 22h.
- Ngày 7/6/2021, Cục Mỹ thuật, Nhiếp ảnh và Triển lãm Bộ Văn hóa, Thể thao và Du lịch đã phát động cuộc thi chọn logo, bộ nhận diện thương hiệu "Festival Nhiếp ảnh quốc tế Việt Nam".[7] Mục tiêu của cuộc thi là tìm kiếm, lựa chọn mẫu logo, bộ nhận diện thương hiệu "Festival Nhiếp ảnh quốc tế Việt Nam" để sử dụng trong các hoạt động tuyên truyền, quảng bá "Festival Nhiếp ảnh quốc tế Việt Nam" được tổ chức định kỳ 2 năm/lần tại địa phương được chọn tổ chức sự kiện "Năm du lịch Quốc gia".
- Ngày 26/11/2021, tại Thư viện tỉnh Ninh Bình, Cục Mỹ thuật, Nhiếp ảnh và Triển lãm (Bộ Văn hóa, Thể thao và Du lịch) phối hợp với Sở Văn hóa và Thể thao tỉnh Ninh Bình tổ chức triển lãm ảnh 'Việt Nam qua ống kính nhiếp ảnh gia quốc tế'. Đây là một trong những hoạt động trong “Festival nhiếp ảnh quốc tế Việt Nam” lần thứ nhất chào mừng Năm Du lịch quốc gia 2021-Hoa Lư, Ninh Bình.[8]
- Ngày 7/12/2021, tại thành phố Ninh Bình, Bộ Văn hóa, Thể thao và Du lịch phối hợp với UBND tỉnh Ninh Bình và Trường Đại học Temple Hoa Kỳ tổ chức Hội thảo khoa học quốc tế bảo tồn và phát huy nghệ thuật hát xẩm trong xã hội đương đại. Hội thảo tập trung vào 6 chủ đề trọng tâm, như nguồn gốc ra đời, quá trình hình thành và phát triển của nghệ thuật hát Xẩm; Những đặc trưng và giá trị của nghệ thuật hát Xẩm; Sự tiếp nhận ảnh hưởng của các thể loại âm nhạc dân gian khác vào hát Xẩm và ngược lại; Những nghiên cứu, ứng dụng hát Xẩm trong giai đoạn hiện nay; Phân tích hiện trạng và nguyên nhân dẫn đến mai một nghệ thuật hát Xẩm trong đời sống đương đại và giải pháp bảo tồn và phát huy giá trị nghệ thuật hát Xẩm.[9]
- Từ ngày 17 đến 24/12/2021, tại Nhà thi đấu Thể dục, Thể thao tỉnh Ninh Bình diễn ra triển lãm “Di sản văn hóa, danh thắng Việt Nam và Sản phẩm thủ công truyền thống”, trong khuôn khổ Năm Du lịch quốc gia-Ninh Bình năm 2021. Triển lãm cũng giới thiệu 200 sản phẩm tiêu biểu của các làng nghề truyền thống. Trong khuôn khổ triển lãm còn diễn ra chương trình giao lưu nghệ thuật dân gian truyền thống “Sắc màu di sản”, giới thiệu các loại hình nghệ thuật dân gian truyền thống như: Xẩm, ca trù, hát chầu văn, quan họ, hát Then, hát Xoan, diễn trò Xuân Phả, múa Poôn Poông, hát bài chòi, đờn ca tài tử, cồng chiêng Tây Nguyên, biểu diễn nhạc cụ dân tộc…[10]
- Ngày 30/12/2021, tại thành phố Ninh Bình, Ban Tổ chức Năm Du lịch quốc gia 2021 tổ chức hội nghị tổng kết và lễ bế mạc Năm Du lịch Quốc gia 2021 - Hoa Lư, Ninh Bình. Dự lễ có Bộ Văn hóa, Thể thao và Du lịch cùng lãnh đạo tỉnh Ninh Bình, lãnh đạo UBND tỉnh Quảng Nam - địa phương đăng cai tổ chức Năm Du lịch quốc gia 2022.[11]

## Thông tin, sự kiện khác
- Ngày 17/01/2022, Bộ Văn hóa Thể thao và Du lịch đã ban hành các Quyết định về việc công bố Danh mục 19 di sản văn hóa phi vật thể quốc gia trong đó có hai di sản của Ninh Bình là: Hát Xẩm ở các huyện Yên Mô, huyện Kim Sơn, thành phố Ninh Bình và Lễ hội làng Bình Hải, xã Yên Nhân, huyện Yên Mô.[12]
- Ngày 26/4/2021, huyện Hoa Lư đã tổ chức Lễ hội đền Thái Vi năm 2021. Lễ hội Đền Thái Vi là lễ hội truyền thống tưởng nhớ công ơn các vị vua Trần, đặc biệt là vua Trần Thái Tông, người đã chiêu dân lập ấp ở xã Ninh Hải. Sử sách đã ghi, năm 1258, vua Trần Thái Tông  nhường ngôi cho con là Trần Thánh Tông; sau đó trở về vùng núi Trường Yên để tu hành, mở đầu cho việc xây dựng hành cung Vũ Lâm. Sau kháng chiến chống quân Nguyên Mông lần thứ 3 thắng lợi, ngày 15/3 âm lịch năm 1288, vua Trần Nhân Tông cùng vương triều nhà Trần đã hội tụ về Đền Thái Vi để tổ chức đại lễ báo công với Tiên đế và mừng chiến thắng. Từ đó trở đi, ngày 15/3 âm lịch hàng năm trở thành lễ hội truyền thống của Đền Thái Vi.[13]
- Tối 21/4/2021, tại Cổng Tam Quan đường Tràng An (thành phố Ninh Bình) đã diễn ra chương trình nghệ thuật chào mừng Năm Du lịch quốc gia 2021 - Hoa Lư, Ninh Bình và Lễ hội Hoa Lư năm 2021. Chương trình nghệ thuật có chủ đề "Hoa Lư-Cố đô ngàn năm", do các ca sĩ trẻ là người con quê hương Ninh Bình và các đơn vị đã đạt giải cao trong Hội diễn nghệ thuật quần chúng thành phố Ninh Bình những năm qua. Chương trình nghệ thuật chào mừng Lễ hội Hoa Lư năm 2021 là một trong những hoạt động của thành phố Ninh Bình hưởng ứng Năm Du lịch quốc gia 2021 tại Ninh Bình.[14]
- Sáng 20/4/2021, Hội thảo báo cáo sơ bộ kết quả nghiên cứu khảo cổ học vùng đất từ ngã ba sông Bôi đến Kinh đô Hoa Lư từ đầu Công Nguyên đến thời kỳ Nhà nước Đại Cồ Việt do Cục Di sản, Bộ Văn hóa, Thể thao và Du lịch; Viện Khảo cổ học, Viện Sử học, Viện nghiên cứu Kinh thành, Bảo tàng Lịch sử Quốc gia, Đại học Quốc gia Hà Nội, Đại học Văn hóa Hà Nội tổ chức đã diễn ra. Tại hội thảo, đại diện đoàn khảo cổ đã báo cáo sơ bộ kết quả đợt khai quật nghiên cứu khảo cổ học tại di tích Cố đô Hoa Lư và các địa điểm mộ gạch Đền Hạ (Gia Lâm), Đồi Cò (Gia Tường) và Đồi Chùa (Liên Sơn) ở các huyện Hoa Lư, Nho Quan và Gia Viễn có nhiệm vụ "Nghiên cứu lịch sử vùng đất từ ngã ba sông Bôi đến kinh đô Hoa Lư từ đầu Công nguyên đến thời kỳ Nhà nước Đại Cồ Việt" do Sở Văn hóa và Thể thao Ninh Bình chủ trì, phối hợp với Viện Khảo cổ học thực hiện.[15] Kết quả khai quật khảo cổ đóng góp thêm những nhận thức mới, quan trọng về vùng đất Ninh Bình giai đoạn 10 thế kỷ đầu Công nguyên và Kinh đô Hoa Lư ở thế kỷ X lịch sử.
- Tối 19/4/2021, huyện Gia Viễn tổ chức khai mạc Lễ hội đền Thánh Nguyễn, cửa ngõ phía bắc của Hoa Lư tứ trấn. Như các đền thờ thần Cao Sơn, thần Thiên Tôn và thần Quý Minh trong Hoa Lư tứ trấn, lễ hội đền Thánh Nguyễn diễn ra cùng dịp với lễ hội Cố đô Hoa Lư hằng năm, từ ngày 8-10/3 âm lịch. Đây là dịp nhân dân địa phương tri ân Đức Thánh Nguyễn Minh Không, người con của đất Gia Viễn.
- Tối 16/4/2021, tại Khu di tích lịch sử văn hóa Cố đô Hoa Lư, Ban Trị sự Giáo hội Phật giáo Việt Nam tỉnh Ninh Binh da tổ chức Đại lễ cầu nguyện quốc thái dân an và đêm hội hoa đăng. Đây là một phần lễ trong chương trình Lễ khai mạc Năm Du lịch Quốc gia - Lễ hội Hoa Lư 2021. Lễ hội hoa đăng cầu nguyện quốc thái dân an là một nghi thức quốc gia do đích thân Vua chủ trì, với tên gọi lễ hội đèn Quảng Chiếu, nhằm tạo mối liên hệ gần gũi giữa Triều đình và nhân dân qua các sinh hoạt văn hóa tâm linh xưa và tưởng nhớ các danh nhân, anh hùng dân tộc của người Việt nay.[16]
- Ngày 14/4/2021, Lễ hội truyền thống đền Thượng Thái Sơn - nơi thờ công chúa Nhồi Hoa, nước Lào đã diễn ra tại xã Sơn Lai (Nho Quan). Tham dự lễ hội có ông Khăm - Mạ - Ni - Chăn, tham tán Đại sứ quán nước CHDCND Lào; đại diện Quỹ Văn hiến Việt Nam, Ban Quản lý Quần thể Danh thắng Tràng An, chính quyền, nhân dân và đông đảo du khách thập phương. Lễ hội văn hóa truyền thống đền Thượng Thái Sơn là biểu trưng của tình hữu nghị lâu đời giữa hai dân tộc Việt - Lào.[17]
- Do diễn biến phức tạp của dịch COVID-19, một số hoạt động của Năm Du lịch quốc gia 2021 trong mùa xuân bị hoãn, hủy, hoặc thu hẹp quy mô tổ chức. Riêng các hoạt động do tỉnh Ninh Bình tổ chức tại địa phương như khai mạc lễ hội chùa Bái Đính chỉ thực hiện một số nghi lễ truyền thống; 2 hoạt động bị hoãn là Họp báo và Festival Sinh vật cảnh tỉnh Ninh Bình lần thứ IV; 4 hoạt động bị hủy (Lễ hội Động Hoa Lư; Lễ hội Báo Bản; Lễ hội đền Đông Hội; Giải Việt dã xã, phường, thị trấn tỉnh Ninh Bình lần thứ V-Cúp SHB).[18]

## Danh mục các sự kiện tổ chức
Các sự kiện chính

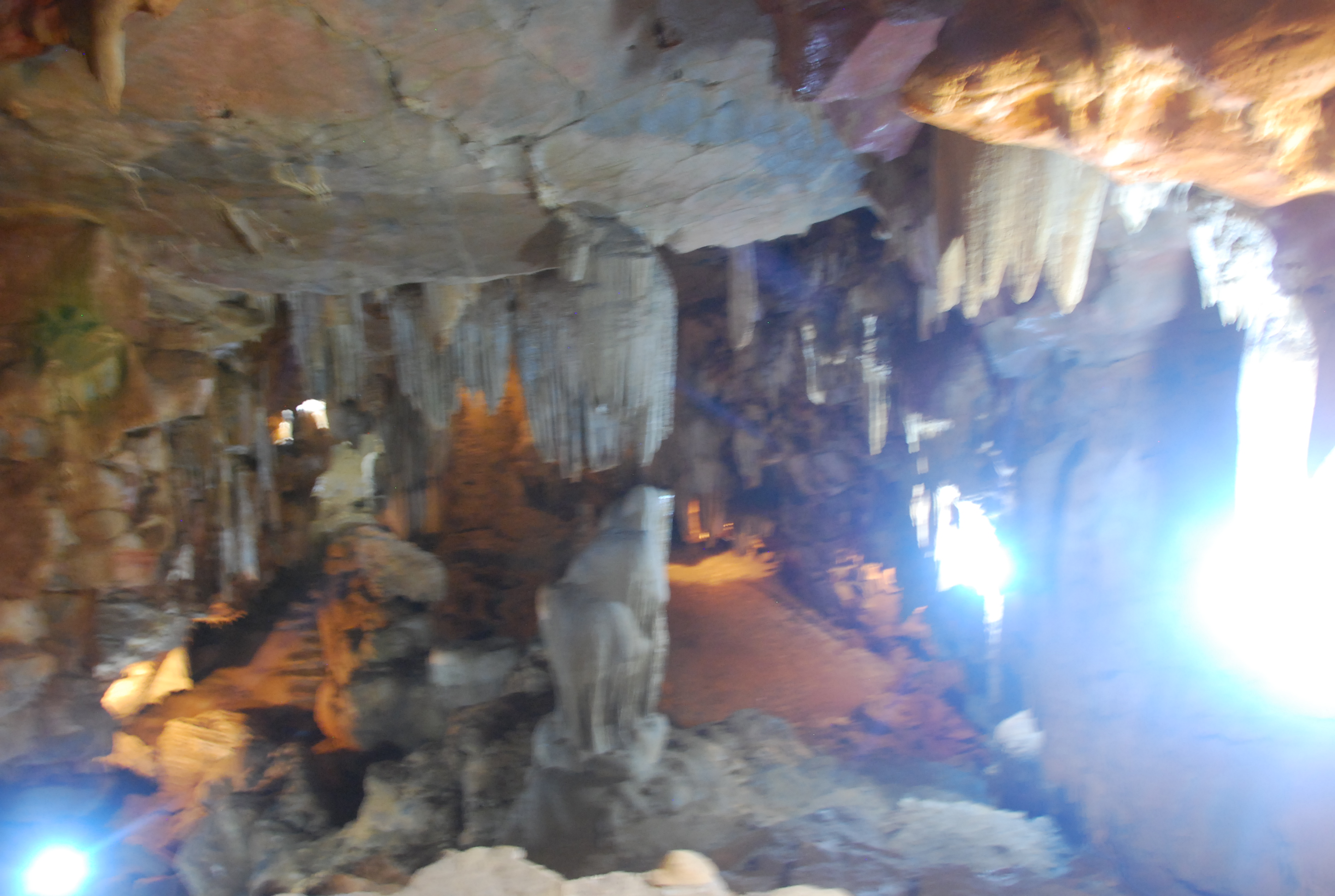
Động Vái Giời trong khu du lịch sinh thái Thung Nham

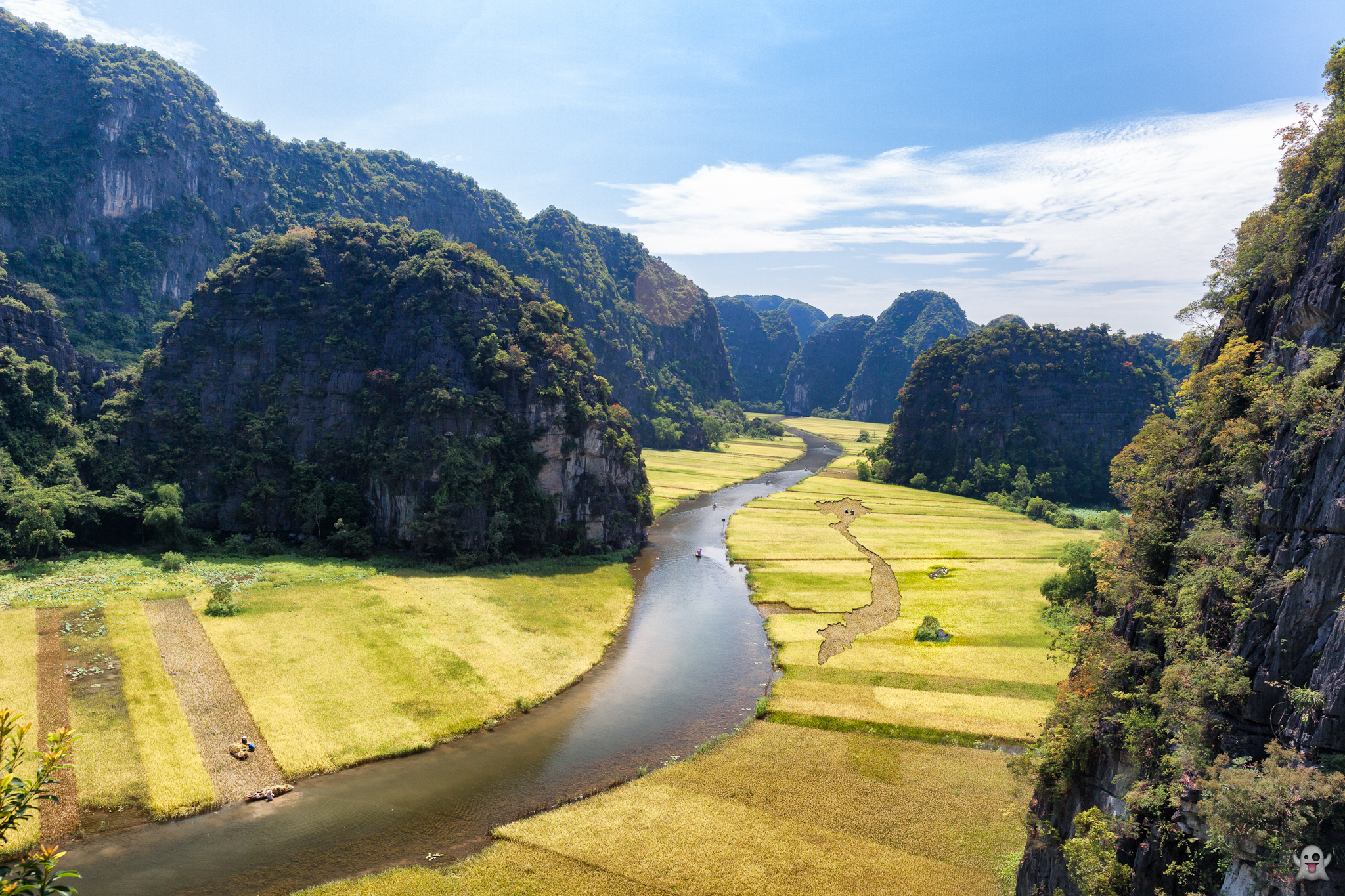
Tam Cốc nhìn từ đỉnh núi Hang Múa

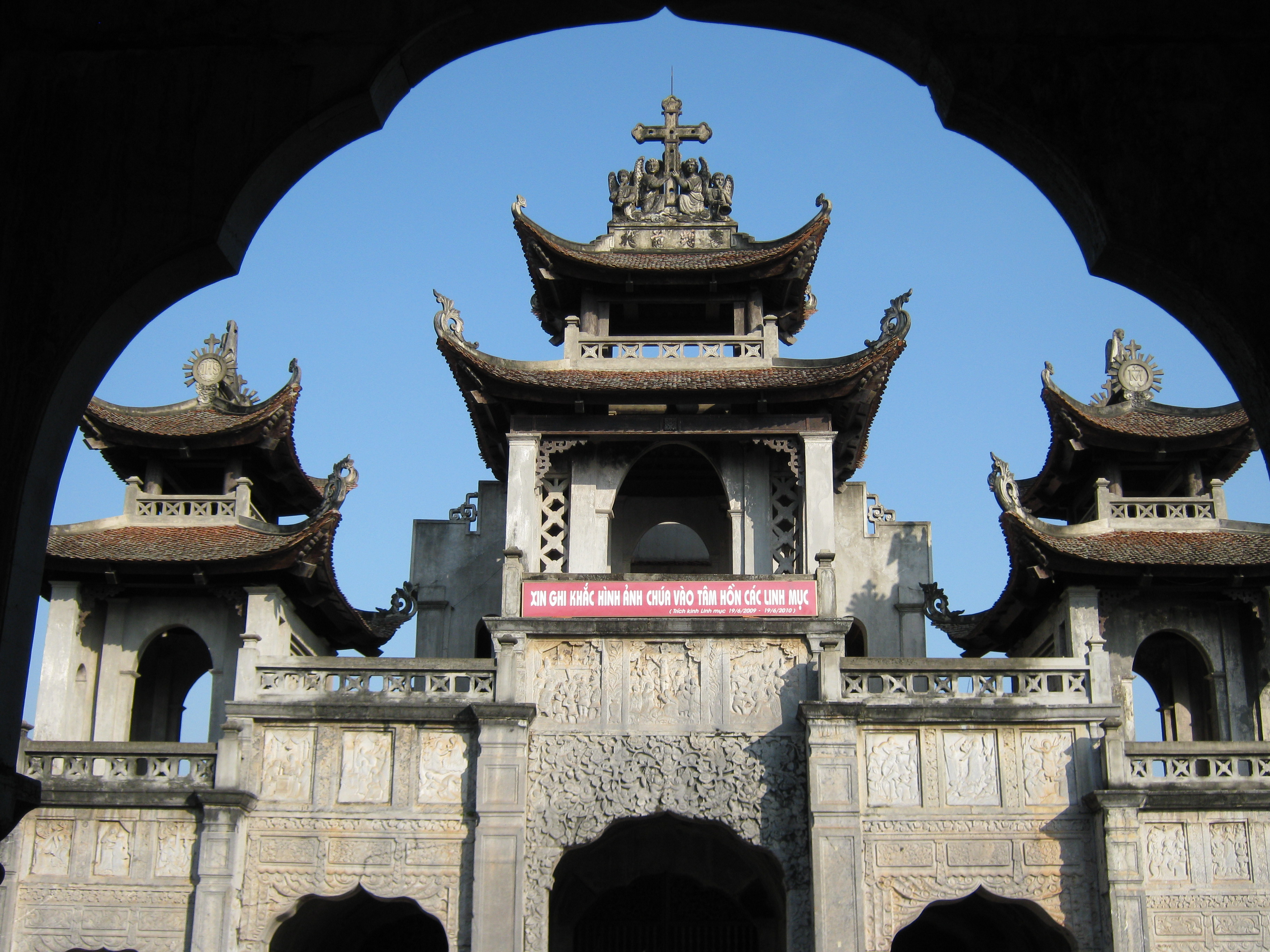
Độc đáo kiến trúc Nhà thờ chính tòa Phát Diệm

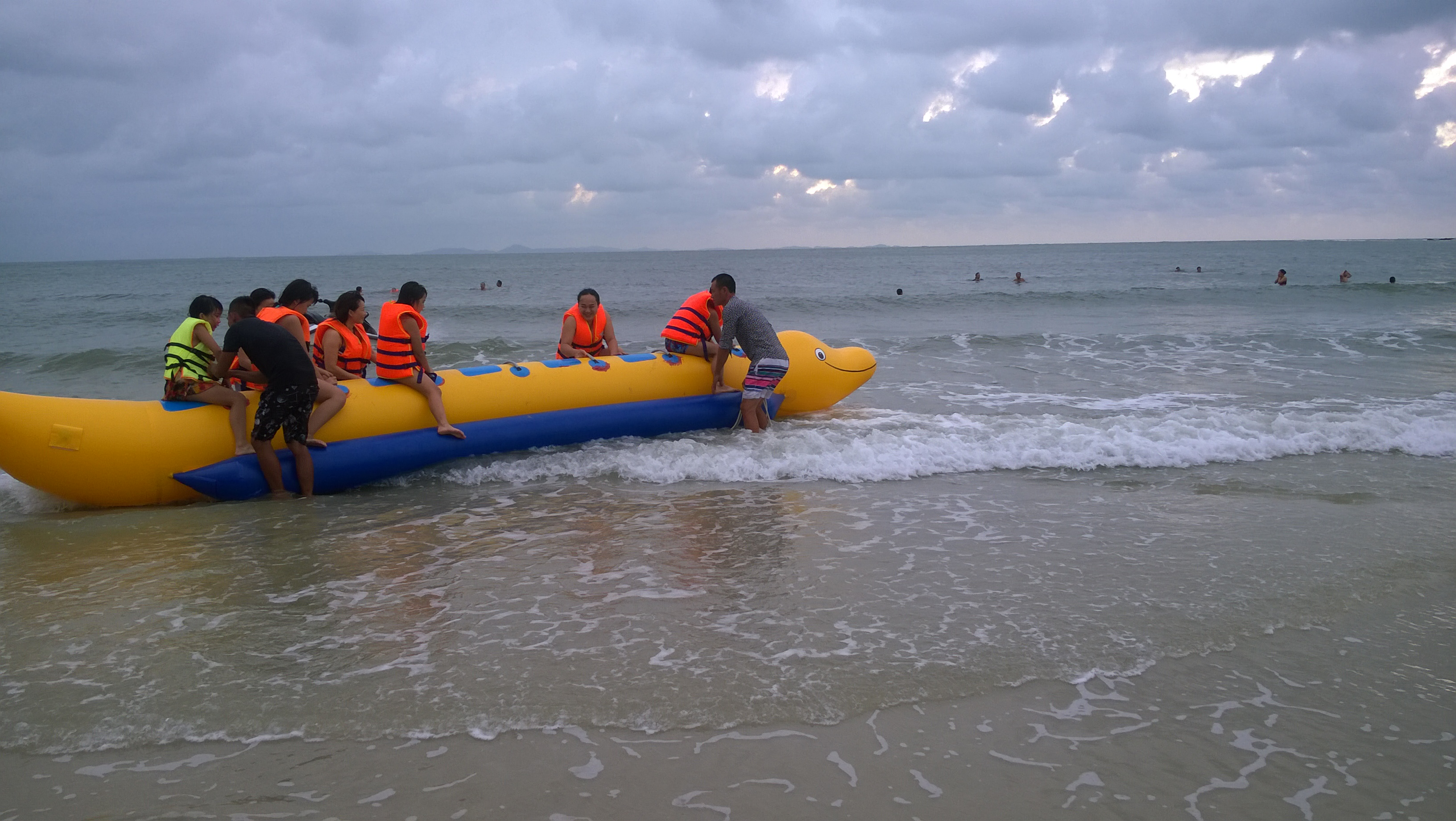
Hoang sơ biển cồn Nổi (Kim Sơn, Ninh Bình)

- Tổ chức họp báo giới thiệu về Năm Du lịch quốc gia 2021. Thời gian: Quý I năm 2021;
- Lễ hội chùa Bái Đính: Khai mạc ngày 17/02/2021 (mùng 06 tháng Giêng âm lịch) và diễn ra trong suốt mùa xuân năm 2021;
- Lễ Khai mạc Năm Du lịch quốc gia 2021 Dự kiến khai mạc vào lúc 20h00 Thứ Bảy, ngày 20/3/2021 (ngày 08/02 âm lịch). Tại Quảng trường Đinh Tiên Hoàng Đế, thành phố Ninh Bình cùng dịp lễ hội Hoa Lư;
- Lễ hội Hoa Lư: Từ ngày 20 - 22/4/2021 (ngày 09 - 11/3 âm lịch) tại Khu di tích lịch sử - văn hóa Cố đô Hoa Lư, xã Trường Yên, huyện Hoa Lư, tỉnh Ninh Bình;
- Lễ hội Tràng An: Ngày 29/4/2021 (ngày 18/3 âm lịch) tại Khu du lịch sinh thái Tràng An, huyện Hoa Lư, tỉnh Ninh Bình;
- Lễ Đàn Kính Thiên: Quý II năm 2021, tại Đàn Kính Thiên Tràng An, gần chùa Bái Đính, xã Gia Sinh, huyện Gia Viễn, tỉnh Ninh Bình;
- Tuần Du lịch "Sắc vàng Tam Cốc - Tràng An" vào Quý II năm 2021 tại Khu du lịch Tam Cốc - Bích Động, Khu du lịch sinh thái Tràng An;
- Triển lãm Mỹ thuật "Di sản văn hóa Ninh Bình" năm 2021: Từ Quý I năm 2021, tại Trung tâm đá nghệ thuật và đá quý Hồng Quang, Xã Ninh Thắng, huyện Hoa Lư;
- Trại sáng tác điêu khắc đá nghệ thuật vào Quý II năm 2021 tại Trung tâm đá nghệ thuật và đá quý Hồng Quang (xã Ninh Thắng, huyện Hoa Lư) và một số địa điểm khác;
- Tuần lễ Cúc Phương đại ngàn vào Tháng 7 năm 2021 tại Xã Cúc Phương, Vườn Quốc gia Cúc Phương và các khu, điểm du lịch văn hóa tâm linh, du lịch sinh thái - nghỉ dưỡng trên địa bàn huyện Nho Quan, tỉnh Ninh Bình;
- Hội chợ triển lãm công nghiệp thƣơng mại và du lịch Ninh Bình năm 2021 vào  quý III năm 2021 tại Thành phố Ninh Bình;
- Lễ Bế mạc Năm Du lịch quốc gia 2021 vào Tháng 12 năm 2021 tại Khu du lịch sinh thái Tràng An (hoặc Quảng trường Đinh Tiên Hoàng Đế);

Các sự kiện do Bộ VHTTDL tổ chức tại Ninh Bình
- Cục Mỹ thuật, Nhiếp ảnh và Triển lãm: "Festival Nhiếp ảnh quốc tế Việt Nam" lần thứ Nhất - năm 2021 vào tháng 10 năm 2021 tại Thành phố Ninh Bình và một số điểm danh lam thắng cảnh của tỉnh Ninh Bình.
- Trung tâm Triển lãm Văn hóa Nghệ thuật Việt Nam: Tổ chức Triển lãm "Di sản văn hóa, danh thắng Việt Nam và sản phẩm thủ công truyền thống". Triển lãm Mỹ thuật khu vực II vào  Quý I/2021 (vào thời gian Lễ khai mạc Năm Du lịch quốc gia 2021 - Hoa Lư, Ninh Bình)
- Tổng cục du lịch: Diễn đàn Du lịch nội địa toàn quốc 2021 và Liên hoan ẩm thực toàn quốc năm 2021 tại Ninh Bình (tháng 10/2021)
- Tổng cục Thể thao: Giải đua xe ô tô địa hình Việt Nam 2021 (tháng 9/2021); Giải vô địch vật cổ truyền quốc gia.
- Cục Nghệ thuật biểu diễn: Cuộc thi tài năng trẻ diễn viên Chèo toàn quốc; Thi độc tấu và hòa tấu nhạc cụ dân tộc toàn quốc tại Ninh Bình…
- Cục Di sản văn hóa: Kiểm kê, tư liệu hóa để xây dựng hồ sơ di sản văn hóa phi vật thể tiêu biểu của Ninh Bình: "Nghề làm đá Ninh Vân" và "Hát xẩm".
- Cục Hợp tác quốc tế: Giới thiệu Năm du lịch quốc gia 2021- Ninh Bình tại các hội chợ quốc tế, roadshow giới thiệu du lịch Việt Nam ở nước ngoài; Chủ trì mời, hướng dẫn các đoàn báo chí, truyền hình nước ngoài vào Việt Nam đưa tin, viết bài giới thiệu, quảng bá về Du lịch Ninh Bình và Năm Du lịch quốc gia 2021.

Các sự kiện hưởng ứng khác dự kiến tại Ninh Bình
- Hội thơ Nguyên tiêu núi Non Nước, cho chữ đầu năm tại đền Trương Hán Siêu
- Các lễ hội cấp huyện: Lễ hội đền Thung Lá, Lễ hội đền Thánh Nguyễn (Gia Viễn), Lễ hội đền Thái Vi (Hoa Lư), Lễ hội chùa Dầu (Yên Khánh), Lễ hội đền Dâu (Tam Điệp), Lễ hội đền Nguyễn Công Trứ (Kim Sơn), Lễ hội Báo bản Nộn Khê (Yên Mô).
- Khai trương du lịch tắm biển Kim Sơn: Cồn Nổi - khu dự trữ sinh quyển thế giới
- Cuộc thi người đẹp Hoa Lư và Người đẹp Kinh đô Việt Nam.
- Liên hoan hát Văn, hát chèo không chuyên toàn quốc
- Lễ hội phố hoa, phố đêm, phố đi bộ Đào Duy Từ và Festival các làng hoa Ninh Phúc, Đông Sơn, Thạch Bình
- Hội thảo quốc tế về bảo tồn, khai thác các giá trị di sản văn hóa thiên nhiên thế giới gắn với phát triển du lịch bền vững,
- Hội thảo "Phát triển du lịch bền vững tỉnh Ninh Bình"
- Liên hoan các Câu lạc bộ hát Xẩm khu vực phía Bắc lần thứ II - Ninh Bình năm 2021 và Hội thảo Quốc tế về Nghệ thuật hát Xẩm.
- Hội chợ thương mại du lịch Ninh Bình năm 2021
- Triển lãm ảnh toàn quốc tại thành phố Tam Điệp
- Giải Tràng An Marathon quốc tế lần thứ 2
- Hội nghị các doanh nghiệp Việt Nam
- Doanh nhân Việt Nam với văn hóa, di sản dân tộc
- Giải bóng chuyền cúp Hoa Lư 2021
- Các sự kiện chào mừng: Khai trương khu du lịch Công viên động vật hoang dã Quốc gia Ninh Bình; Khánh thành Tượng đài Hoàng đế Quang Trung thành phố Tam Điệp; Khánh thành Nhà thờ họ Trương Việt Nam.

## Chỉ đạo từ chính phủ
Ngày 25/03/2021, Đoàn công tác Bộ Văn hóa, Thể thao và Du lịch Việt Nam đã đến làm việc với Ninh Bình về công tác phát triển văn hóa, thể thao, du lịch địa phương cũng như kế hoạch tổ chức các hoạt động chủ chốt và tiêu biểu của Năm Du lịch quốc gia 2021. Theo đó, việc tổ chức Năm Du lịch Quốc gia 2021 là hoạt động cần thiết, thông qua đó thúc đẩy sự phục hồi du lịch sau đại dịch COVID-19. Bộ Văn hóa, Thể thao và Du lịch nhất trí tổ chức lễ khai mạc Năm Du lịch Quốc gia 2021 vào ngày 20/4/2021 (tức ngày 9/3 âm lịch) với đầy đủ phần lễ và phần hội. Tổng cục Du lịch sẽ kết nối với các doanh nghiệp lữ hành sớm tổ chức diễn đàn kích cầu du lịch tại Ninh Bình trước Lễ khai mạc Năm Du lịch quốc gia 2021 nhằm tuyên truyền, quảng bá về du lịch Ninh Bình và thu hút đông đảo du khách đến với mảnh đất cố đô.
Ngày 16/06/2020, Văn phòng Chính phủ có văn bản số 4494/VPCP-KGVX đồng ý với kiến nghị của Bộ Văn hóa, Thể thao và Du lịch về việc giao UBND tỉnh Ninh Bình là địa phương tiếp tục phát động Năm Du lịch Quốc gia 2021.
Ngày 21/10/2020, Bộ VHTTDL ra Quyết định số 37/QĐ-BVHTTDL về việc Thành lập Ban Chỉ đạo và Tổ giúp việc Ban Chỉ đạo Năm Du lịch quốc gia 2021 - Hoa Lư, Ninh Bình. Thành phần Ban chỉ đạo và Tổ giúp việc Ban Chỉ đạo sẽ gồm đại diện TCDL, Bộ Tài Chính, Bộ Công an, Bộ Y tế, Ban Tuyên giáo Trung ương, Sở Du lịch Ninh Bình, Cục Hợp tác quốc tế, Cục Nghệ thuật biểu diễn, Cục Di sản văn hóa, Cục Mỹ thuật, Nhiếp ảnh và Triển lãm, Cục Điện ảnh, Vụ Kế hoạch, Tài chính, Ủy ban nhân dân: Tp. Hà Nội, Tp. Hồ Chí Minh, Lào Cai, Quảng Ninh, Hải Phòng, Thanh Hóa, Nghệ An, Quảng Bình, Thừa Thiên Huế, Đà Nẵng, Bình Định, Khánh Hòa, Lâm Đồng, Cần Thơ, Kiên Giang, Đài truyền hình Việt Nam, truyền hình Thông Tấn xã Việt Nam và Đài tiếng nói Việt Nam.
Ngày 22/10/2020, Bộ VHTTDL ra Quyết định số 3039/QĐ-BVHTTDL Ban hành Chương trình tổ chức Năm Du lịch quốc gia 2021 - Hoa Lư, Ninh Bình. Các hoạt động chính được tổ chức tập trung tại tỉnh Ninh Bình và các hoạt động hưởng ứng tại 27 tỉnh, thành phố: Hà Nội, Hải Phòng,
Quảng Ninh, Hà Nam, Nam Định, Thái Bình, Hải Dương, Hưng Yên, Bắc Ninh, Bắc Giang, Hòa Bình, Tuyên Quang, Lạng Sơn, Yên Bái, Lào Cai, Thanh Hóa, Nghệ An, Hà Tĩnh, Thừa Thiên Huế, Đà Nẵng, Quảng Nam, Khánh Hòa, Lâm Đồng, Thành phố Hồ Chí Minh, Bà Rịa – Vũng Tàu, Cần Thơ, Sóc Trăng, Bến Tre và Cà Mau